# Stabby, Uppsala-Näs socken
Stabby är en by i Uppsala-Näs socken i Uppsala kommun i Uppsala län cirka åtta km söder om Uppsala. År 2000 och 2005 avgränsade SCB en bebyggelse norr om Stabby och namnsatte den till Stabby (norra delen) vilken från 1990 är namnsatt till Asplunda. 

## Historia
Stabby var sprungligen en by, omtalad första gången 1292 då Magnus Johansson (Ängel) donerade en gård här till Uppsala-Näs kyrka. Under 1500-talet omfattade byn ett mantal skatte med tillhörande utjord, ett mantal kyrkojord (från 1560-talet frälsejord först tillhörig  Laurentius Petri Nericius och senare Birgitta Kristiernsdotter (Vasa), samt ett frälsetorp. Därtill fanns två kvarnar i byn, en tillhörig kyrkojorden och en tillhörig skattegården.